# Gonomyia (Teuchogonomyia) sevierensis
Gonomyia (Teuchogonomyia) sevierensis is een tweevleugelige uit de familie steltmuggen (Limoniidae). De soort komt voor in het Nearctisch gebied.